# Décommunisation en Russie
La décommunisation de la Russie est la gestion de l'héritage communiste du pays, en termes d'institutions et de personnel, qui a pour objectif de rompre avec le passé soviétique de la Russie. Mais, comparé aux efforts fournis par les autres anciens membres de bloc de l'Est et de l'Union soviétique, ce processus de décommunisation a été limité à des demi-mesures.

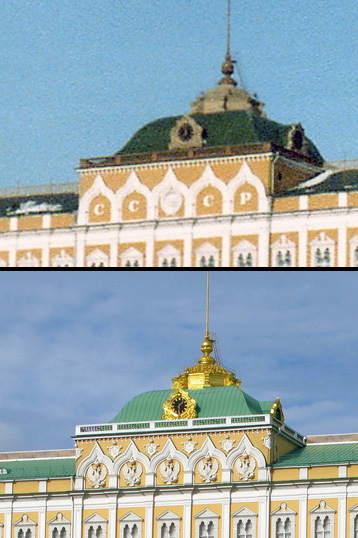
La façade du grand palais du Kremlin a été restaurée dans sa forme d'origine après la dissolution de l'URSS en 1991. L'emblème d'État de l'URSS et les lettres intégrées formant l'abréviation de l'URSS (CCCP) ont tous deux été supprimés et remplacés par cinq aigles à deux têtes russes.Une restauration supplémentaire des armoiries des différents territoires de l'Empire russe a été placée au-dessus des aigles.

Les mesures anticommunistes notables en fédération de Russie comprennent l'interdiction du Parti communiste de l'Union soviétique, préférant un Parti communiste de la fédération de Russie. Certains noms de villes russes sont revenus à ce qu'ils étaient avant les révolutions de 1917 : Leningrad est redevenue Saint-Petersbourg, Sverdlovsk est revenue à Iekaterinbourg, et Gorki à Nijni Novgorod, bien que d'autres noms aient été maintenus, comme Oulianovsk et Togliatti. Malgré tout, même si les villes de Leningrad et de Sverdlovsk ont été renommées, les régions portant leurs noms s'appellent toujours Leningrad et Sverdlovsk.
Cependant, la Russie connaît une montée de nostalgie de l'Union soviétique. Les symboles communistes continuent de former une part importante de la rhétorique utilisée dans les médias, qui sont contrôlés par l'État, car l'interdiction de ces symboles est considérée par le ministère des Affaires étrangères comme un « sacrilège » et une « idée perverse du bien et du mal ». Le processus de décommunisation en Ukraine, pays voisin, a également fait l'objet de critiques de la part de la Russie, et les crimes de guerre soviétiques sont toujours écartés en tant que « mythe occidental ».
L'hymne national de la fédération de Russie est accepté en 2000, l'année durant laquelle Vladimir Poutine est entré dans son premier mandat en tant que président de Russie. L'hymne utilise exactement la même mélodie que l'hymne national de l'URSS, mais avec de nouvelles paroles, écrites par Sergueï Mikhalkov.

## Tentative de coup d'État en août 1991
Le 23 août 1991, deux jours après l'échec du coup d'État d'août, le peuple a acclamé le président russe, Boris Eltsine, pour avoir suspendu l'existence du Parti communiste de l'Union soviétique, durant l'attente de l'enquête sur le rôle de ce parti dans les événements récents. Cette décision fut prise à la suite des objections du président soviétique Mikhaïl Gorbatchev, qui a insisté sur le fait que l'ensemble du Parti n'était pas à blâmer. Les comités régionaux du Parti Communiste (obkom) dans la RSFSR ont été fermés, et le bâtiment du Comité central du PCUS, situé sur la vieille place de Moscou a été scellé.
Le lendemain, le 24 août 1991, Gorbatchev dissout le Comité central du PCUS et démissionne de son poste de secrétaire général tout en restant président de l'Union soviétique. Le 25 août, Eltsine publie un autre décret qui nationalise les biens du Parti communiste, y compris ses archives et comptes bancaires. Il transfère aussi leur contrôle au Conseil des ministres de la RSFSR.
Quelques semaines après le coup d'État, l’Union soviétique éclate pacifiquement. Le 6 novembre 1991, Eltsine a interdit le PCUS, qui avait exercé un contrôle omniprésent sur la société soviétique durant des années. L'éclatement de l'Union soviétique fut reconnu dans les accords de Minsk du 8 décembre, ratifiés par le Soviet Suprême de la RSSF russe le 12 décembre. Le 26 décembre 1991, la dissolution de l'Union soviétique est déclarée. Sa plus grande république constituante (SFSR russe) a été ensuite baptisée fédération de Russie. Elle a été officiellement établie le 1er janvier 1992 et est devenu l'État successeur de l'Union soviétique.
La Commission parlementaire d'enquête sur les causes et motifs de la tentative de coup d'État a été établie en 1991, sous la direction de Lev Ponomarev (qui inclut également Gleb Yakunin), mais elle est dissoute en 1992 sous l'insistance de Ruslan Khasbulatov. Ayant eu accès aux archives secrètes du KGB en tant que membre du comité, en mars 1992, Yakunin publie des documents sur la coopération entre le patriarche de Moscou et le KGB. Il affirme que le patriarche Alexius II, le Philarète de Kiev, Pitrim de Volokolamsk et d'autres, ont été recrutés par le KGB.
Une grande partie des archives du Parti communiste (qui sont maintenant conservées dans les Archives d'État, tout comme les archives du président de la fédération de Russie, les archives d'État russe d'histoire contemporaine, les archives d'État russe d'histoire socio-politique et les archives d'État de la fédération de Russie) ainsi que tous les documents de son Comité central restent classifiés.
Pour une vision de 1993 sur le problème : voir Khubova, Dar'ia et Vitaly Chernetsky. Pour un exemple de documents copié dans les archives par Vladimir Bukovsky en 1992, voir Bukovsky Archives : Communism on Trial, 1937-1994 (compilation mise en ligne par Julia Zaks en 1999).
En 1992, plusieurs Députés du Peuple ont poursuivi Eltsine en justice, en exigeant que ses décrets de 1991 sur le Parti communiste soient déclarés comme « actes violant les principes de la Constitution contemporaine ». Le 30 novembre 1992, la Cour constitutionnelle de la fédération de Russie a révisé partiellement les décrets, et a levé l'interdiction du Parti communiste de SFSR de Russie.

## Rétablissement du Parti communiste
« It's a shame the USSR collapsed »

— Yegoryevsk resident.
Le Parti communiste de la fédération de Russie a été rétabli en février 1993. Plusieurs autres petits partis communistes prétendaient également être les successeurs du PCUS.
Contrairement à de nombreux autres pays de l'ex-bloc soviétique, en Russie, la lustration des hauts responsables du PCUS et le KGB a été combattue avec fermeté, et ne s'est donc jamais mise en œuvre. Beaucoup de membres sont restés au pouvoir, et la plupart des politiciens russes aujourd'hui ont commencé leur carrière à l'époque de l'Union soviétique. Un projet de loi sur la lustration a été présenté pour la première fois au Parlement russe, puis par Galina Starovoytova au Soviet Suprême en décembre 1992. Ni dès lors, ni plus tard, de telles propositions n'ont été introduites ainsi avec succès.
Les membres arrêtés lors du coup d'État d'août ont eux été libérés de prison en 1992. Les charges qui étaient retenues contre eux furent levées le 23 février 1992, dans le cadre d'une amnistie accordée par la Douma d'État, amnistie qui couvrait également les personnes impliquées dans les événements d'octobre 1993.
Vasily Starodubtsev a été le gouverneur de la région de Tula, de 1997 à 2005. L'ancien député de Gorbatchev, Anatoli Lukyanov, a été élu à la Douma d'État en 1993-2003 en tant que député du Parti communiste de la fédération de Russie. Le stalinien Valentin Varennikov (1923-2009) fut député de la Douma d'abord pour le Parti communiste RF, de 1995 à 2003, puis pour Rodina. Lukyanov et Varennikov ont tous deux dirigé des commissions parlementaires.

## Réconciliation avec le passé soviétique
Les tentatives conscientes de la société russe pour faire face au passé soviétique sont incertaines. Des organisations telles que la Memorial Society travaillèrent sur multiples projets impliquant des témoins d'événements passés, comme des détenus du Goulag, des militants du droit soviétique, ainsi que des jeunes générations, dont même les écoliers.
Le 30 octobre 2017, Poutine a tenté de tracer une ligne dans le passé en dévoilant le mur du deuil à Moscou.